# ناوچه سبک کلاس استرگاشی
ناوچهٔ سبک کلاس استرگاشی (به انگلیسی: Steregushchy-class corvette) یک کلاس از کشتی با طول ۳۴۳ فوت (۱۰۴٫۵ متر) است.